# پل چناق‌قلعه ۱۹۱۵

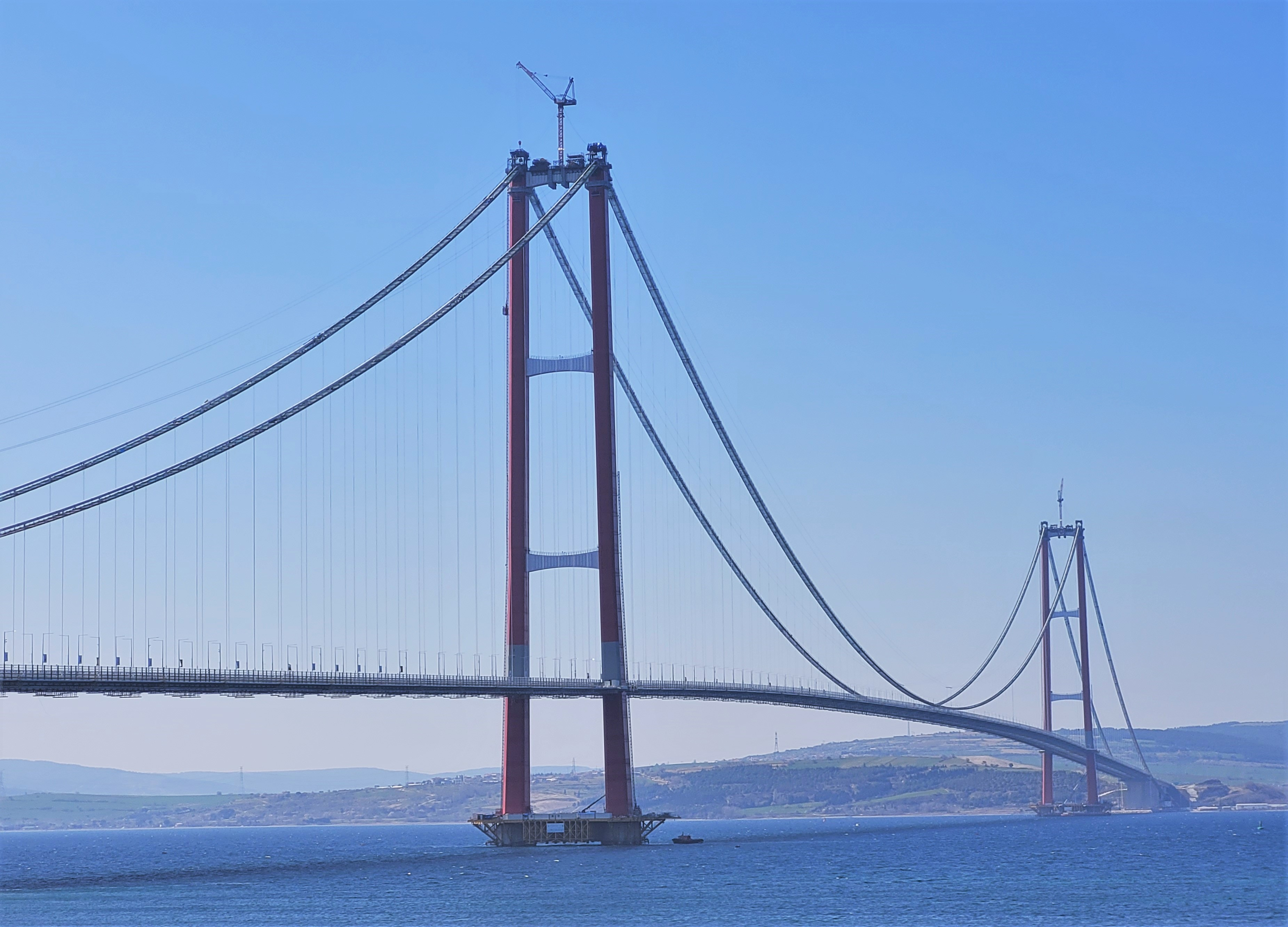
پل چناق‌قلعه ۱۹۱۵

پل چَناق‌قلعه ۱۹۱۵ (به ترکی: Çanakkale 1915 Köprüsü) یک پل معلق در ترکیه است که شهرهای گلیبولو در شبه‌جزیره‌ای ای به همین نام در اروپا و لاپسکی در آناتولی (آسیا) را به هم متصل می‌کند. هر دو سوی این پل در استان چناق‌قلعه قرار دارد. این پل از روی تنگه داردانل می‌گذرد . که بعد از پل کابلی میلو بلندترین پل جهان (ارتفاع سازه پل و نه ارتفاع از سطح زمین) محسوب می‌شود.
ستون‌ها با صندوقه‌هایی ساخته شده‌اند که در زیر آب تنگه قرار گرفته‌اند. طول مسیر از لاپسکی تا ستون ۶۵۰ متر و طول مسیر از سمت گالیپولی به طول ۹۰۰ متر خواهد بود. عرض این تنگه ۳۵۷۳ متر است. بزرگترین دهنه ۲۰۲۳ متر است. سطح پل ۳۶ متر عرض دارد. این امکان را فراهم می‌کند که دو باند با سه‌خطه فراهم شود.
این پل توسط کنسرسیومی از کره جنوبی دیلیم و اس‌کا گروپ و شرکای ترک یاپی مرکزی و لیماک هلدینگ ساخته می‌شود. سنگ بنا در ۱۸ مارس ۲۰۱۷ گذاشته شد. بودجه ساخت ۱۰٫۳۵ میلیارد (لیره ترک) است.
نام، مشخصات و زمان تحویل پل حاوی نمادهای زیادی است. ۱۹۱۵ در نام، و ۱۸ مارس سنگ بنا، اشاره به دفاع موفقیت‌آمیز از آب‌های ترکیه در برابر حملات بریتانیا و فرانسه در ۱۸ مارس ۱۹۱۵، در جریان نبرد گالیپولی دارد، که خود ترک‌ها از آن به عنوان نبرد چناق‌قلعه یاد می‌کنند. درازای طولانی‌ترین دهنه (۲۰۲۳ متر) و تکمیل برنامه‌ریزی شده در سال ۲۰۲۳ هر دو به صدمین سالگرد جمهوری ترکیه در سال ۲۰۲۳ اشاره دارد که در ۲۹ اکتبر ۱۹۲۳ تأسیس شد.
این پل یک اثر هنری برای بزرگراهی به طول ۳۵۴ کیلومتر خواهد بود که قِنالی را از طریق تکیرداغ و چناق‌قلعه به بالیکسیر متصل می‌کند. این مسیر مستلزم ساخت ۳۱ راهرو، پنج تونل، ۳۰ تقاطع و ۱۴۳ پل است.

## طراحی و هزینه
پروژه مناقصه پل توسط ساخت و نصب تکفن و جزئیات طراحی شده توسط کو دبلیو ای ای/اس  و پی ای سی (مشاوران مهندسی پیونگ هوا در کره جنوبی، برای طراحی کابل و  فقط بسته های طراحی پل رویکرد).  گروه آروپ و آس-جاکوبسن به عنوان پذیرفته شده طراحی آزاد (ای دی وی) در این پروژه شرکت کردند.  مشاور های مدیر تکفن و مهندسی تی هستند.
اندازه مجموع پل ۳٬۵۶۳ متر (۱۱٬۶۹۰ فوت) و همراه با راهروهای نزدیک به ۴٬۶۰۸ متر (۱۵٬۱۱۸ فوت) می‌رسد که از طول کل پل عثمان قاضی فراتر می‌رود و حومه ترین پل این پل تا ۵۲۷ متر (۱٬۷۲۹ فوت) به طویل ترین پل در ترکیه توسعه می‌شود.
ارتفاع دو برج پل ۳۳۴ متر (۱٬۰۹۶ فوت)، آن را به طویل ترین پل در ترکیه، رد نمودن از پل یاووز سلطان سلیم و سومین سازه بلند در این کشور تبدیل کرده است.  در سطح بین المللی، این پل دومین پل بلند جهان است که از پل پینگ تانگ در چین پیشی گرفته است. سقف پل دارای ارتفاع ۷۲٫۸ متر (۲۳۹ فوت) و عرض ۴۵٫۰۶ متر (۱۴۷٫۸ فوت) با حداکثر درشتی ۳٫۵ متر (۱۱ فوت) است.  عرشه دارای ۶ خط بزرگراه (۳ خط در هر سوی)، همراه با ۲ مسیر پیاده روی در هر سمت برای محافظت می باشد.
به گفته رئیس جمهور اردوغان، ساخت پل ۲.۵ میلیارد یورو ۲.۷ میلیارد دلار ایالات متحده هزینه داشت، ولی باعث پس انداز ۴۱۵ میلیون یورو و ۴۵۸ میلیون دلار ایالات متحده در سال از کاهش مصرف سوخت و انتشار کربن شد.

## تاریخچه
پیشنهاد هایی برای پل روی تنگه داردانل از دهه ۱۹۹۰ وجود داشته است.پل بار دیگر در سال ۲۰۱۲ پیشنهاد شد و در سال ۲۰۱۴ درلیست پروژه های حمل و نقل آینده حکومت ترکیه واقع گردید. در سپتامبر ۲۰۱۶، حکومت به شکل رسمی پروژه ساخت پل را راه اندازی نمود.مناقصه برای قرارداد ساخت پل در سال ۲۰۱۷ صورت گرفت. این قرارداد به کنسرسیومی متشکل از شرکت‌های ترک هولدینگ لیماک و یاپی مرکزی در گوشه شرکت‌های کره جنوبی هولدینگ دی ال تحویل داده شد.
ساخت و ساز در مارس ۲۰۱۷ شروع شد. پل ابتدا برای تکمیل در سپتامبر ۲۰۲۳ برنامه ریزی شده بود،  و بعداً به مارس ۲۰۲۲ منتقل شد. در ۱۶ مه ۲۰۲۰،  برج دوم در سمت گالیپولی (ساحل اروپا) تکمیل شد. تا ۱۳ نوامبر ۲۰۲۱ همه عرشه‌های بلوک نصب شده بودند.پل عوارضی در ۱۸ مارس ۲۰۲۲ با قیمت عوارض ۲۰۰ لیر ترکیه (۱۳.۶۰ یورو).

## نگاره‌ها

در جریان ساخت
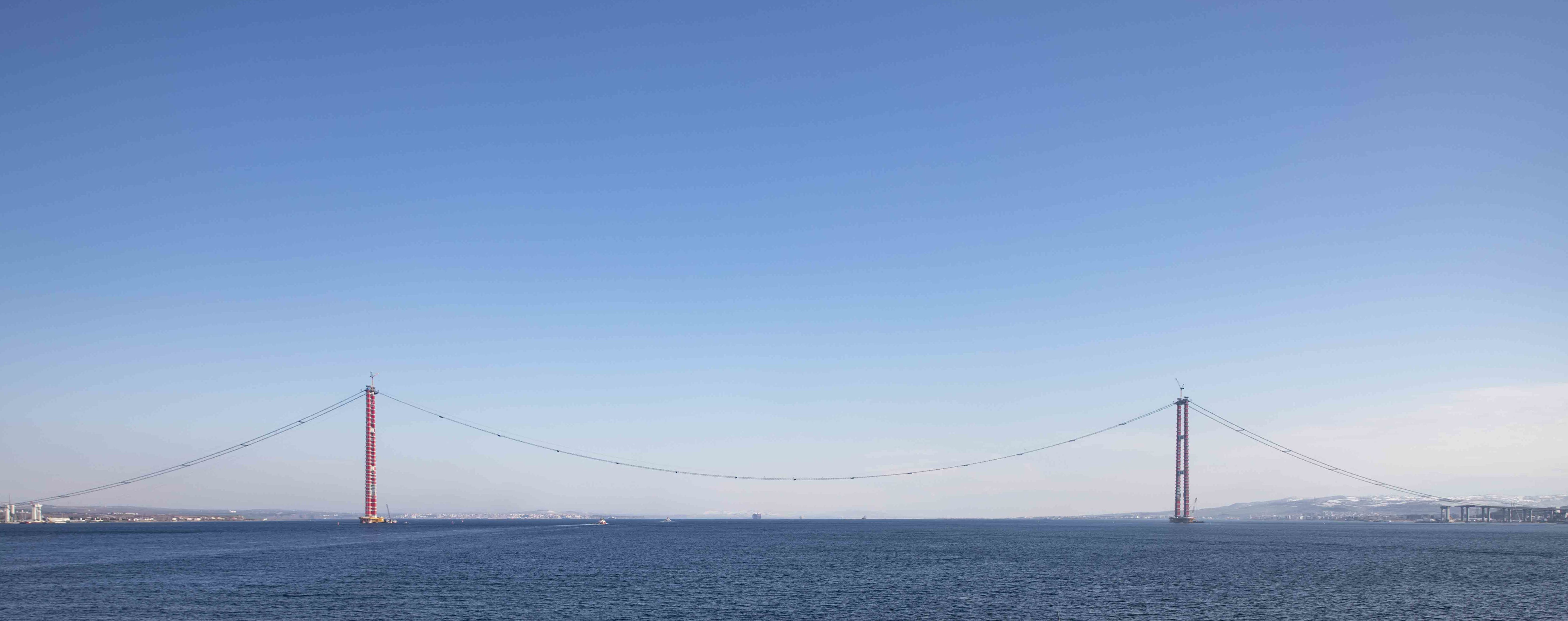
پل در حال ساخت، ژانویه ۲۰۲۱
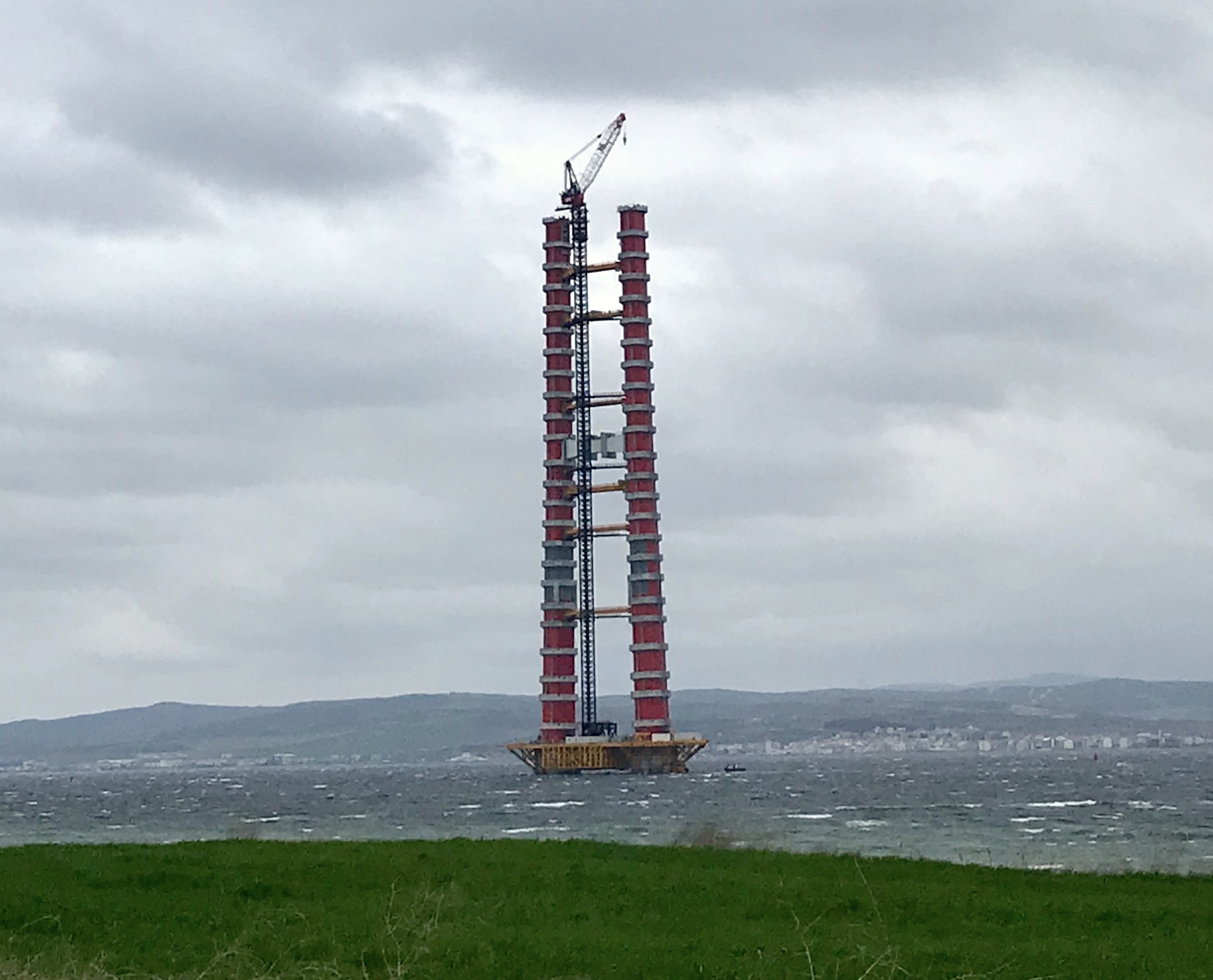
برج غربی، مارس ۲۰۲۰
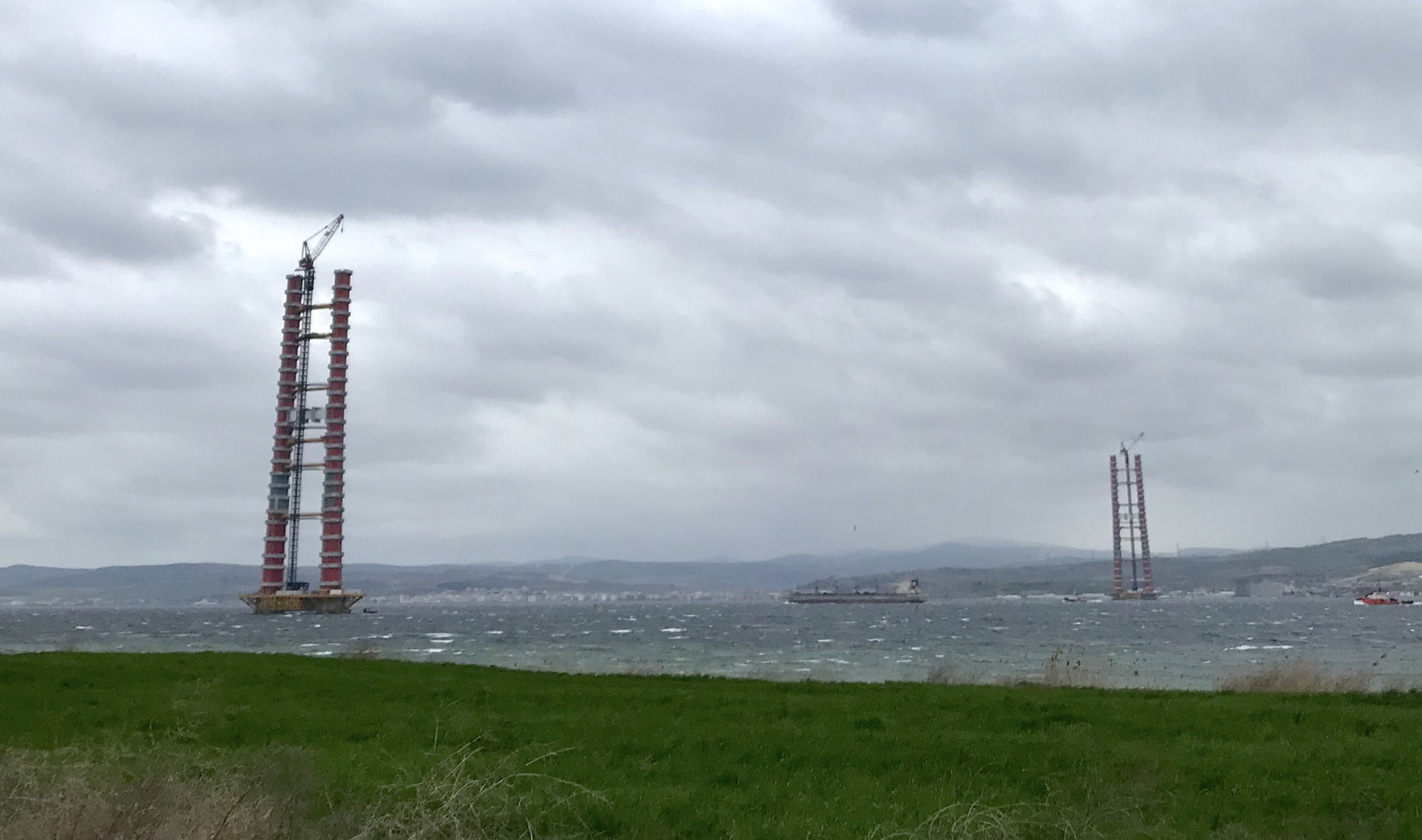
نمایی از سمت اروپایی، مارس ۲۰۲۰
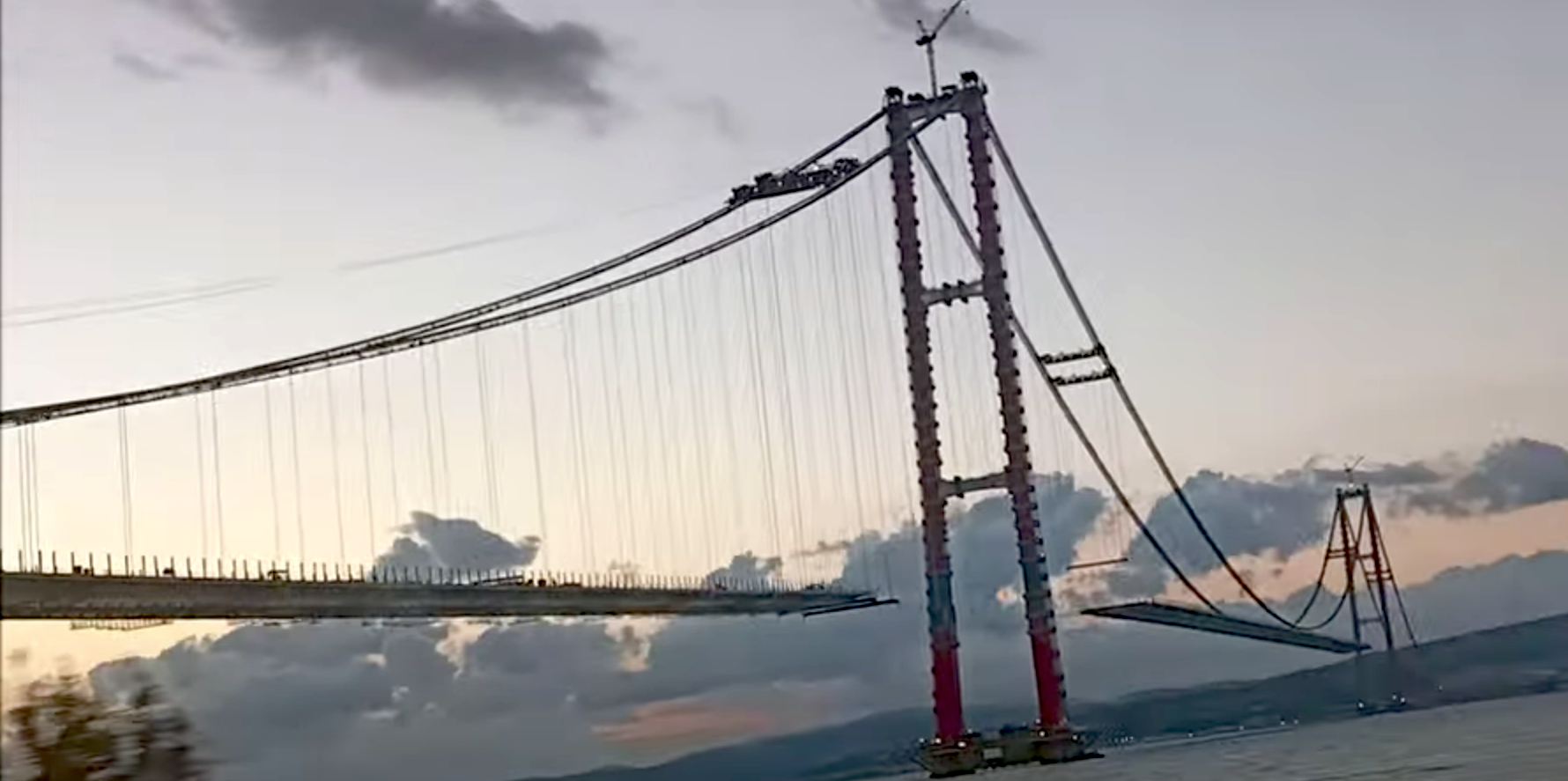
اکتبر ۲۰۲۱